# تورنتونز
تورنتونز (انگلیسی: Thorntons) شرکت صنایع غذایی بریتانیایی است، که در سال ۱۹۱۱ تأسیس شد.